# رودخانه مانتارو
رودخانه مانتارو (اسپانیایی: Río Mantaro‎, کچوا: Hatunmayu, انگلیسی: Mantaro River) رودخانه‌ای طولانی است که از منطقه مرکزی کشور پرو می‌گذرد. نام کچوای آن به معنای «رودخانه بزرگ» است. کلمه "Mantaro" ممکن است کلمه‌ای باشد که در اصل از زبان Ashaninka است که در پایین دست در امتداد رودخانه انه زندگی می‌کنند. مانتارو، همراه با رودخانه آپوریماک، بسته به معیارهای مورد استفاده برای تعریف، سرچشمه‌های رودخانه آمازون هستند.